# Jörg Strombach

Jörg „Kröte“ Strombach (* 1. Juli 1971 in Ostercappeln) ist ein deutscher Journalist, Autor, Regisseur und Film- und Fernsehproduzent.

## Leben
Strombach arbeitete in den 1990er Jahren als Musikjournalist und schrieb ein Witzbuch, bevor er 1996 im Frühstyxradio Oliver Kalkofe kennenlernte. 1999 machte er sich mit der Filmproduktionsfirma Fairmedia als Regisseur, Produzent und Agent mit Schwerpunkt satirische Fernsehformate selbständig machte. Er nahm neben Kalkofe, Künstler wie Olli Schulz, Peter Rütten, später die Satire-Frauencombo Suchtpotenzial und Rob Vegas unter Vertrag. 2008 gründete er in Berlin den Gernsehclub, um das gemeinschaftliche Fernsehen als verbindende Gesellschaftskultur wieder ins Gedächtnis zu bringen. Für das Fernsehen produzierte neben anderen Formaten, die Sendungen Kalkofes Mattscheibe, Nichtgedanken und (zusammen mit Rütten) SchleFaZ für Tele 5, seit 2024 für Nitro (unter der Regie von Jana König). 
Der besondere Erfolg der in SchleFaZ präsentierten Sharknado-Reihe beschied der Firma internationale Aufmerksamkeit, so wurden Kalkofe und Rütten eingeladen, je eine kleine Rolle in Sharknado 3 zu spielen und ermöglichten Strombach als Co-Produzent für Sharknado 5: Global Swarming einzusteigen. 2017 wirkte er in der Tele 5-Eigenproduktion Metabohéme als Schauspieler mit.
2020 produzierte er als Reaktion auf die COVID-19-Pandemie das Format Stubenhocker TV, 2021 für Serdar Somuncu das Format XStream Latenight.
Neben seinen Tätigkeiten als Medienschaffender ist Strombach auch karitativ tätig. Er engagiert sich für Senioren und für den Obdachlosenverein Karuna e. V., zu deren Unterstützung er zusammen mit dem Rockmusiker Jörg Zimmermann, das fiktive DJ-Duo Knicki und Kröte ins Leben rief.
Jörg Strombach ist unverheiratet und lebt in Berlin.